# Xylophanes pallescens
Xylophanes pallescens är en fjärilsart som beskrevs av Adolf G. Closs 1917. Xylophanes pallescens ingår i släktet Xylophanes och familjen svärmare. Inga underarter finns listade i Catalogue of Life.